# E.
有限会社イー（E.）は、アートディレクターの蝦名龍郎によって1986年に設立された広告制作プロダクション。
主な業務は、広告をはじめとする印刷物の、デザイン企画・製作・アートディレクション。

## 会社所在地
- 本社 - 東京都渋谷区東2丁目12番18号